# دراونيرمونت
دراونيرمونت هي بلدة هولندية بمقاطعة درينته. وهي جزء من بلدية بورخر- أودورن، وتقع حوالي 23 كم شمال إيمين.